# 多边形笠螺
多边形笠螺，又名虎斑笠螺，是盖笠螺属的一個腹足綱軟體動物的物種，舊屬原始腹足目笠螺科，今屬花笠螺科。

## 形態描述
虎斑笠螺的殼長約4-6cm，殼頂低，螺肋平滑，色彩變異大，通常在主要的螺肋間有寬的深色帶。

## 分佈
本物種分佈於台湾、日本、菲律賓及印度尼西亚。常栖息在潮间带岩礁。

## 多边形笠螺與虎斑笠螺的關係
台湾贝类资料库引用鍾柏生(2002)之餘，同時亦指福斯特·詹姆斯·斯普林斯廷等人(1986)在其著作《菲律賓的貝類》（Shells of the Philippines）一書中，認為多边形笠螺是车轮笠螺（Cellana radiata）的一型；與此同時，鍾柏生之前一年在另一期刊《貝類學報》發表的文獻也記錄虎斑笠螺Cellana radiata forma eneagona產於蘭嶼。因此，台湾贝类资料库的編輯認為要確認兩個物種間的關係。WoRMS認為虎斑笠螺是多边形笠螺的同種異名。